# Hijacinta Marescotti
Hijacinta Marescotti (Vignanello, 16. ožujka 1585. – Viterbo, 30. siječnja 1640.) bila je talijanska franjevačka trećoredica.
Katolička Crkva štuje ju kao sveticu. 

## Životopis
Clarice Marescotti rođena je u Vignanellu, 16. ožujka 1585. godine. Bila je kći kneza Marescottija od Vignanella.
Sa sestrama Ginevrom i Ortensijom se školovala u samostanu svetog Bernardina, franjevačkog trećeg reda u Viterbu. Nakon školovanja njezina sestra Ginevra ostaje u samostanu i uzima redovničko ime Immacolata.
Clarice je bila zaljubljena u Paola Capizucchija, ali je on zaprosio njezinu mlađu sestru Ortensiju.
Razočarana, ubrzo je i ona postala franjevka trećoredica te uzela ime Hijacinta, ali je postala franjevka trećoredica kako ne bi bila podvrgnuta klauzuri. U samostanu je živjela raskošno i nepokornički sve do 1615. godine, kada je ozbiljno oboljela. Nakon što je ozdravila javno se pokajala pred svim sestrama te nastavila živjeti u poniznosti i molitvi pomažući siromasima. Uz pomoć svojih prijatelja je osnovala dvije laičke bratovštine.
Umrla je u Viterbu 30. siječnja 1640. godine.

## Štovanje
Blaženom ju je proglasio papa Benedikt XIII. 14. srpnja 1726., a papa Pio VII. svetom 24. svibnja 1807. godine.
Spomendan joj se slavi 30. siječnja.

### Mrežna sjedišta
- Giacinta Marescotti (talijanski). Službene stranice Dikasterija za kauze svetaca. Pristupljeno 17. veljače 2025.

## Vanjske poveznice
Ostali projekti
|  | Zajednički poslužitelj ima još gradiva o temi Hijacinta Marescotti |